# تشانغ تشن (لاعب كرة طائرة)
تشانغ تشن (28 يونيو 1985 في الصين - ) (بالصينية: 张晨) هو لاعب كرة طائرة الصين في مركز ضارب خارجي ‏.